# The Fender IV
The Fender IV waren eine amerikanische Surfband der 1960er Jahre. Der Gitarrist Randy Holden gründete die Band 1962 in Baltimore, zog aber 1963 ins südliche Kalifornien um, um für aufnahmebereiteres Publikum zu spielen. Als Mitte des Jahrzehnts die Beatles-Welle nach Amerika hinüberschwappte und instrumentale Surfmusik nicht mehr populär war, wurden die Fender IV in The Sons of Adam umgetauft und machten fortan Musik mit Gesang.

## Bandmitglieder
- Randy Holden, Gitarre
- Joe Kooken, Gitarre
- Mike Port, Bass
- Bruce Miller, Schlagzeug

## Diskographie

### Singles
- Mar Gaya / You Better Tell Me Now (Imperial Records 66061, 1964)
- Everybody Up / Malibu Run (Imperial Records 66098, 1965)

### Alben
- Randy Holden, Early Works 64-66 (Sowohl Aufnahmen der Fender IV als auch von The Sons of Adam)